# Rotorua

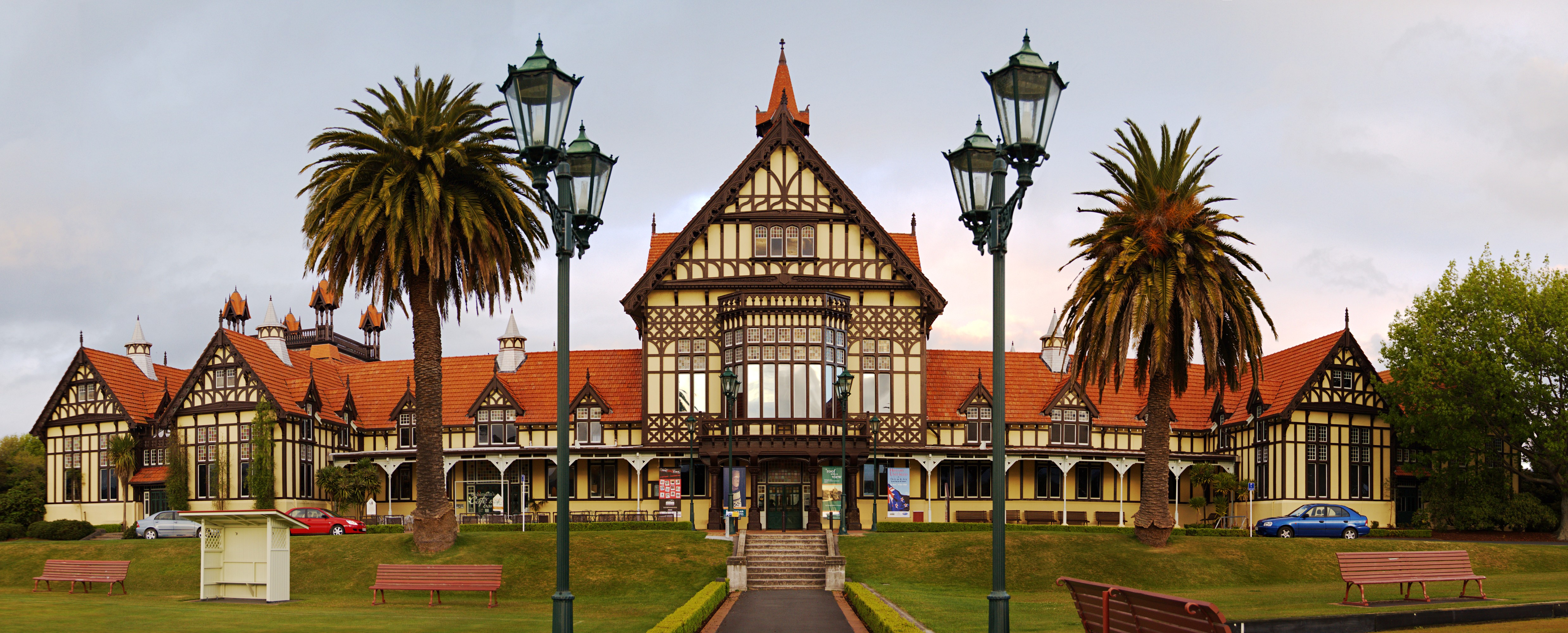
Muzeum

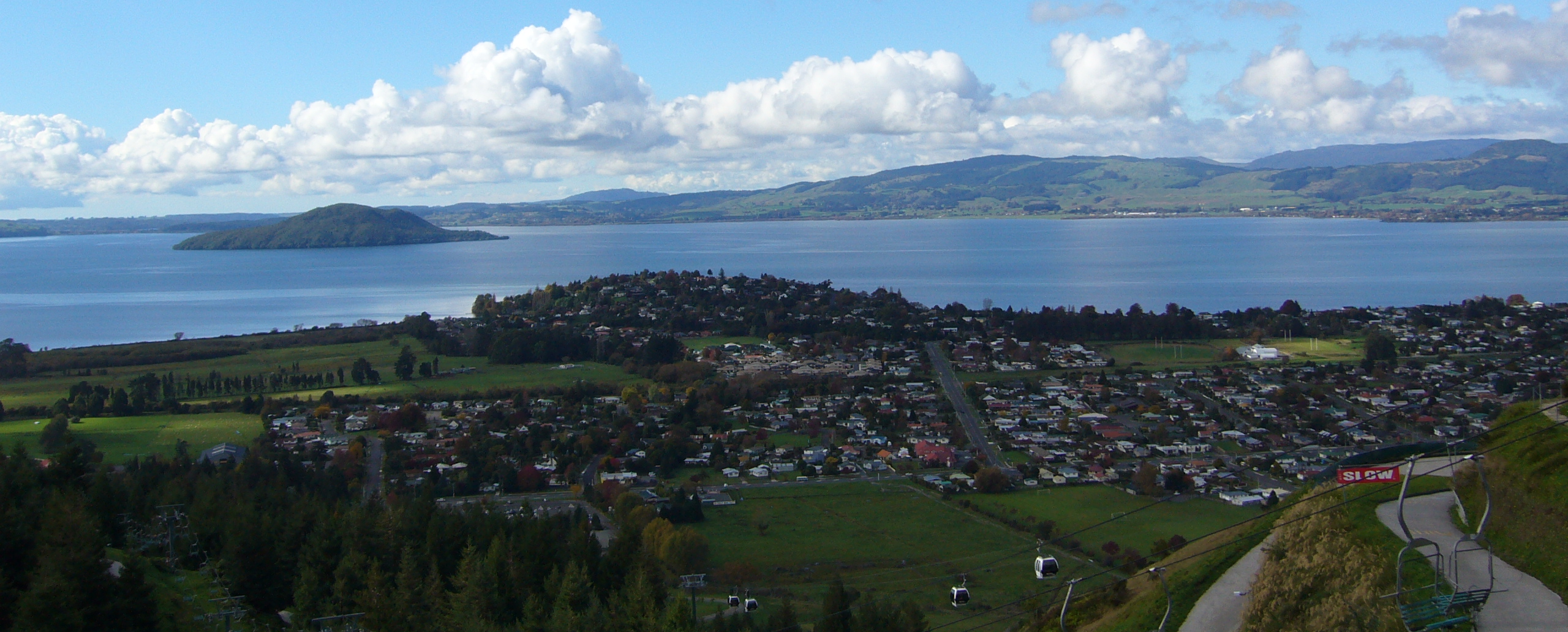
Północna część Rotorua, jezioro Rotorua i wyspa Mokoia

Rotorua (maor. Rotorua-nui-a-Kahu) – miasto (ok. 68 tys. mieszkańców, w tym 35% Maorysów) w Nowej Zelandii w centralnej części Wyspy Północnej (234 km od Auckland, 457 km od Wellington), położone nad jeziorem Rotorua. Ważny ośrodek kultury Maorysów, znajduje się w nim jedyny maoryski teatr, a także wioska maoryska Thermal Village. Uważane za nowozelandzką stolicę zjawisk geotermalnych. Park położony wokół dawnego budynku sanatorium (obecnie muzeum), źródła geotermalne wód siarkowych (w mieście unosi się charakterystyczny zapach siarkowodoru). Park geotermalny Te Puia z gejzerem Pohutu wyrzucającym strumienie pary i gorącej wody na wysokość do 20 metrów, 4 – 5 razy na godzinę. W pobliżu wulkan Tarawera, którego erupcja w 1886 roku zniszczyła niewielką wioskę maoryską oraz hotel dla turystów oglądających Różowe Tarasy (uległy całkowitemu zniszczeniu podczas erupcji). Wybuch wulkanu powiększył jezioro Tarawera oraz utworzył dolinę Waimangu Volcanic Valley z licznymi zjawiskami geotermalnymi.
Duży ośrodek turystyczny, rocznie około 1,6 mln odwiedzających. Dobrze rozwinięta baza noclegowa i gastronomiczna.
Lokalny port lotniczy.
W mieście rozwinął się przemysł materiałów budowlanych, chemiczny oraz spożywczy.

## Miasta partnerskie
- Klamath Falls, Oregon, USA
- Beppu, Japonia
- Lake Macquarie, Australia
- Wuzhong, Chiny